# Донкастер (регбийный клуб)
«Донкастер Рагби Футбол Клаб» (англ. Doncaster Rugby Football Club), также известный под названием «Донкастер Найтс» (англ. Doncaster Knights — «Рыцари из Донкастера») — английский регбийный клуб, выступающий во второй по силе лиге страны, Чемпионшипе. Основанная в 1875 году команда выступает на стадионе «Касл Парк», способном вместить 5 тысяч зрителей. «Донкастер» — клуб, добившийся максимального повышения в классе за всю историю английского регби.

## Достижения
- Кубок Йоркшира
  - Победитель: 1999, 2000, 2007, 2008
- Лига Север—2
  - Победитель: 1997
- Лига Север—1
  - Победитель: 1999
- Национальная лига 3—Север
  - Победитель: 2002
- Национальная лига 1
  - Победитель: 2005, 2014

## Состав
Сезон 2014/15.